# Pukkelpop
Pukkelpop är en årlig musikfestival som äger rum nära Hasselt i Belgien. Festivalen pågår under tre dagar och brukar vanligtvis äga rum i mitten eller slutet av augusti. Pukkelpop är Belgiens näst största festival efter Rock Werchter och har funnits sedan 1985.
Festivalen rör sig inom musikgenrer som rock, pop, elektronika, hiphop, punk och heavy metal.
2011 inträffade en olycka under Pukkelpop där fem personer omkom. En kraftig storm slog till mot festivalområdet och kraftiga vindar rev ner två scener, varav en föll på publiken. Flera träd slets också upp med rötterna. Över 60 000 besökare hade samlats för att lyssna på gruppen Smith Westerns när scenen kollapsade. Detta ledde till att resten av festivalen ställdes in.
Festivalen ställdes in 2020 och 2021 på rekommendation av den belgiska folkhälsomyndigheten Sciensano.